# São Sebastião da Grama
São Sebastião  da Grama este un oraș în São Paulo (SP), Brazilia.